# منطقة ثونج كرو
منطقة ثونج كرو (بالإنجليزية: Thung Khru District)‏ هي منطقة من مناطق بانكوك. يبلغ عدد سكانها 104827 نسمة وذلك حسب إحصائيات سنة 2004. تبلغ مساحتها 30.741 كم².

الموقع في بانكوك